# Otto Stuppacher
Otto Stuppacher (Áustria, 3 de março de 1947 – 13 de agosto de 2001) foi um automobilista austríaco que participou dos Grandes Prêmios: Itália, Canadá e Estados Unidos (os dois últimos não se qualificou) de Fórmula 1 em 1976.